# John Young Johnstone

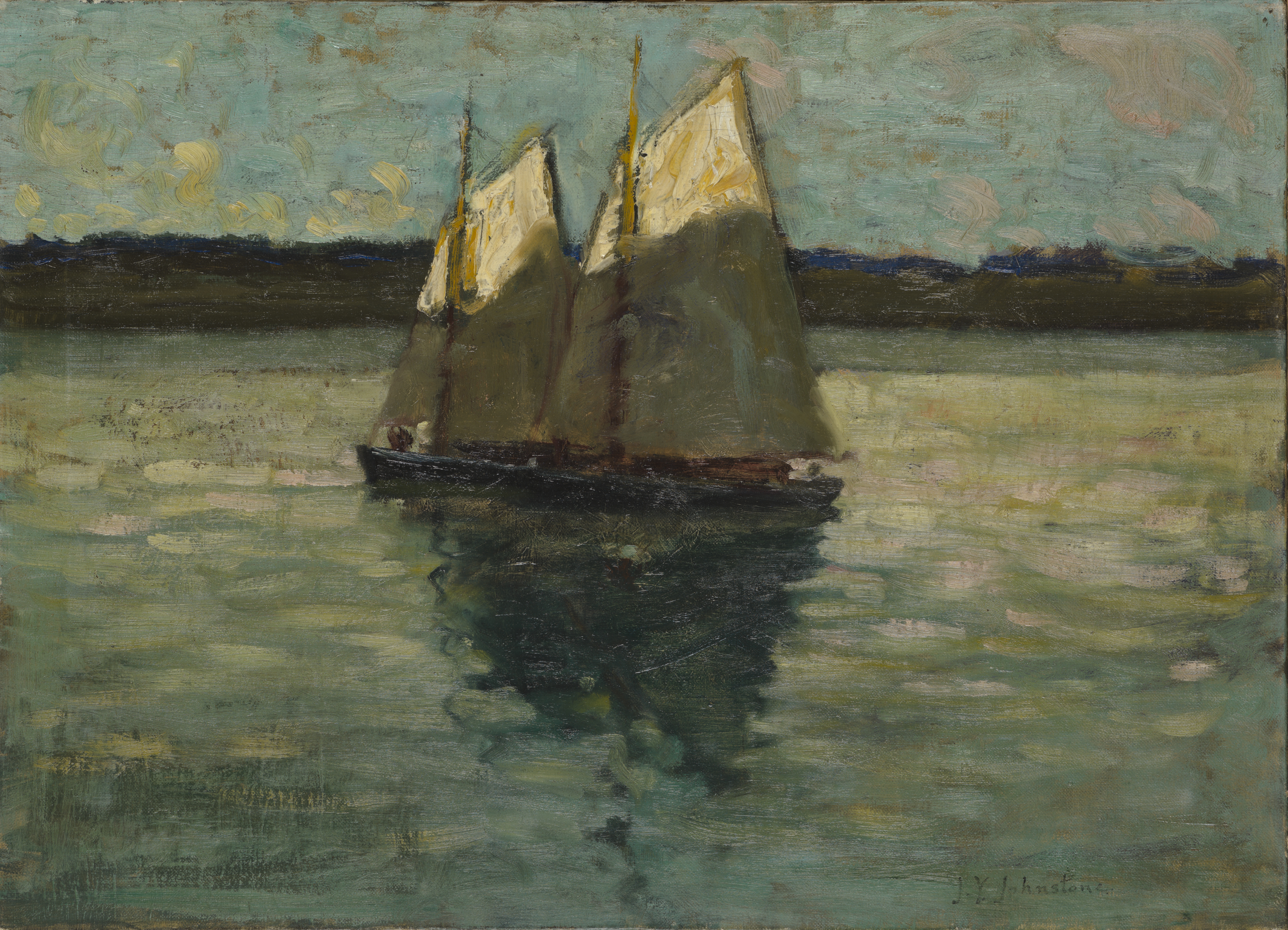
John Young Johnstone, Le Soleil sur les voiles,
entre 1910 et 1928. Collection MNBAQ (1947.144)

John Young Johnstone est un peintre canadien né le 12 novembre 1887 à Montréal et mort à La Havane le 13 février 1930.

## Biographie
John Young Johnstone poursuit ses études entre 1905 et 1910 auprès de William Brymner au sein de l'Art Association of Montreal. Il devient membre de l'Académie royale des arts du Canada en 1920. Il étudie en France entre 1911 et 1915 à l'Académie de la Grande Chaumière dans les ateliers de Lucien Simon. Il voyage en Belgique et en France. Les paysages du Québec, de la Belgique et de la France sont une grande part de sa production artistique. Ses tableaux se retrouvent régulièrement dans les expositions organisées par l'Art Association of Montreal et de l'Académie royale des arts du Canada. En 1920 ainsi qu'en 1927, le gouvernement du Québec acquiert plusieurs œuvres grâce à différents programmes d'encouragement des arts et certains fonds provenant du Secrétariat de la Province (écoles, enseignement, etc.). Le gouvernement acquiert en 1920, une œuvre de Johnstone : Arrière-cour d'une vieille maison de la rue Saint-Vincent, Montréal et une autre œuvre en 1927. Ces deux œuvres sont intégrées en 1934, dans les collections du Musée national des beaux-arts du Québec. Johnstone s'installe à Cuba  en 1930, année de son décès.
Une rétrospective de sa carrière est réalisée en 2005 à la Galerie Walter Klinkhoff.

## Œuvres
- Le Marché Bonsecours au crépuscule, 1910?, Musée national des beaux-arts du Québec[7]
- Quai des Augustins, Bruges, 1915, Musée des beaux-arts du Canada[8]
- Start Another, 1915, gouache, Agnes Etherington Art Centre
- Un coin du Marché Bonsecours, Montréal, 1915, Musée national des beaux-arts du Québec[9]
- Café d'or, Paris, 1916?, Musée national des beaux-arts du Québec[10]
- Indienne au Marché Bonsecours, 1916, Montréal, Musée national des beaux-arts du Québec[5]
- Le Marché Bonsecours, 1916, Musée des beaux-arts du Canada[11]
- Jacques Cartier St., Montreal, 1917, Art Gallery of Greater Victoria
- Arrière-cour d'une vieille maison de la rue Saint-Vincent, Montréal,  1919 ou 1920, Musée national des beaux-arts du Québec[4]
- Autoportrait, vers 1916, The Robert McLaughlin Gallery
- Deux femmes de Caughnawaga, 1930, Musée d'art contemporain de Montréal
- In Havana, 1930, Art Gallery of Hamilton
- Le Soleil sur les voiles, entre 1910 et 1928, Musée national des beaux-arts du Québec[12]
- Paysage au ciel jaune, entre 1910 et 1928, Musée national des beaux-arts du Québec[13]